# ЦСК ВВС (хоккейный клуб)
«ЦСК ВВС» — российский хоккейный клуб, выступающий во Всероссийской хоккейной лиге. Основан в 1950 году под названием «Крылья Советов-1». Базируется в городе Самара. Двухкратный чемпион Высшей Лиги (ныне ВХЛ).

## История

### «Маяк»
В 1950 году, на базе завода имени Сталина, был основан хоккейный клуб «Крылья Советов-1», который в основном участвовал в городских соревнованиях.
В 1957 года сменил название на «Труд». Клуб регулярно стал выступать в республиканских и всесоюзных чемпионатах. С самого дебюта команда на протяжении двадцати лет была вторым по силе и значению коллективом в Куйбышеве, а «СКА (Куйбышев)» почти всегда представлял областной центр в чемпионатах страны рангом выше.
В 1962 году название сменилось на «Маяк». В сезоне 1979/80, после того, как была расформирована команда «СКА (Куйбышев)», «Маяк» стал единственным представителем Куйбышева на всесоюзной арене. На протяжении трех десятков лет старшим тренером клуба был Василий Крылов.
В середине 80-х годов «Маяк» показывал неплохие результаты: в сезонах 1984/85 и 1985/86 дважды располагался на 6-м месте таблицы зонального турнира, в сезоне 1986/87 — финишировал восьмым. В другие годы хоккеисты сражались в переходных турнирах за право играть во второй лиге.
В сезоне 1990/91 «Маяк» с заметным отрывом занял последнее место в восточной зоне второй лиги. Клубу грозил «вылет», но его оставили участвовать во всесоюзных чемпионатах. Летом 1991 года завод «Прогресс», работающий на космическую индустрию, отказался содержать команду, но позже стал одним из соучредителей клуба.

### ЦСК ВВС-«Маяк»
1 сентября 1992 года хоккейный клуб был переименован в ЦСК ВВС-«Маяк».
Первый же чемпионат принес хоккеистам Самары звание чемпионов открытого первенства России. На первых двух этапах команда занимала первое место в своих зонах, а в серии «плей-офф» начала выступать сразу с 1/4 финала. Соперник волжан, пензенский «Дизелист», проиграв дома самарцам, подал протест в ФХР на то, что у ЦСК ВВС выступали незаявленные хоккеисты из «Лады». Федерация удовлетворила его, засчитав поражение гостям. Первый ответный поединок в Самаре выиграли «военные летчики», во втором — хозяева, — 4:3.
В полуфинале пришлось проводить пять матчей. По две победы одержали в родных стенах ЦСК ВВС и хабаровский СКА. В пятой встрече, состоявшейся в Хабаровске, убедительную победу со счетом 8:4 одержали гости. В финале хоккеисты Самары трижды переиграли новосибирскую «Сибирь» — 6:4, 6:4, 3:1.

### ЦСК ВВС
С июля 1993 года у руля команды ЦСК ВВС встал известный специалист — заслуженный тренер СССР Юрий Моисеев, работавший ранее ещё с армейцами Куйбышева (1974—1976 годы). Под его руководством самарцы в августе 1993 года провели три поединка за звание абсолютного чемпиона России с победителем розыгрыша МХЛ — московским «Динамо». Волжане уступили (1:3, 2:4, 3:6), но смогли оказать сопротивление именитому сопернику.
Подопечные Юрия Моисеева уверенно выиграли чемпионат России 1993/94 в элитной лиге, опередив на 16 очков армейцев Хабаровска.
В сезоне 1994/95 МХЛ увеличилась на четыре клуба. В числе этих команд был и клуб «ЦСК ВВС». «Военные летчики» дебютировали на более высоком уровне, заняв 9-е место в восточной зоне, уступив лишь в последнем туре екатеринбургскому «Автомобилисту» и потеряли шансы попасть в «плей-офф».
В следующем чемпионате самарцы вновь не попали в число участников Кубка МХЛ. На первом этапе — 11-е место, а в споре за 15—28-е места — 26-е место.
В сезоне 1996/97 волжане пробились в число 16-ти лучших команд. На первом этапе — 9-е место в восточной зоне, а во втором — стали 16-м клубом. В «плей-офф» в 1/8 финала команде достались земляки — тольяттинская «Лада». В двух встречах выиграла команда из Тольятти (3:2, 4:2).
Наивысшего успеха в лиге сильнейших команд страны ЦСК ВВС добился под руководством Александра Асташева в сезоне 1997/98 — 5 место в восточной зоне и в итоге 15-е в регулярном чемпионате. В 1/8 финала плей-офф волжане уступили магнитогорскому «Металлургу» (1:4, 3:5), который стал обладателем Кубка России.
В сезоне 1998/99 ЦСК ВВС занял 16-е место в регулярном чемпионате и в 1/8 финала плей-офф уступил вновь магнитогорскому «Металлургу» (1:7, 1:2, 4:5).
Последний раз в элитном дивизионе играла в 1999/00. В переходном турнире ЦСК ВВС занял 3-е место и потерял право играть в суперлиге.
С сентября 2000 года ЦСК ВВС выступал в высшей лиге. Наиболее успешно «военные летчики» играли в зоне запад в сезоне 2001/02. Самарская хоккейная дружина в турнире одержала 31 победу при 20 поражениях и заняла 6-е место. На такой же строке в таблице ЦСК ВВС расположился и в следующем сезоне, но набрал в итоге на 35 очков меньше.
В марте 2007 года ЦСК ВВС под руководством Владимира Шиханова финишировал 8-м в дивизионе «Запад», а затем в 1/8 финала уступил ижевской «Ижстали» (2:4, 1:2, 2:3).
В 2014 году, в связи с отказом «Лады» продолжать сотрудничество, было достигнуто соглашение с клубом ВХЛ «Нефтяник».
В апреле 2015 года ЦСК ВВС дошел до финала РХЛ и завоевал серебряные медали первенства, проиграв клубу «Ростов» (3:4 ОТ, 3:4 ОТ, 0:1)
В 2017 году команда стала фарм-клубом клуба «Лада» и вступила во вторую по силе лигу — ВХЛ. По итогам прошедшего сезона ЦСК ВВС с 16 очками занял последнее место в регулярном чемпионате турнира ВХЛ, одержав четыре победы в 52 матчах.
Летом 2018 года ЦСК ВВС заключил соглашение о сотрудничестве с «Нефтехимиком» после исключения «Лады» из КХЛ.

## Достижения
Высшая лига
- Чемпион (2): 1992/1993,1993/1994

Российская хоккейная лига
- Серебряный призер: 2014/2015

Первенство ВХЛ
- Чемпион: 2022/23

Кубок Федерации
- Обладатель: 2022/23